# 莱圭利亚
莱圭利亚（義大利語：Laigueglia）是意大利萨沃纳省的一个市镇。总面积2.78平方公里，人口1927人，人口密度693.2人/平方公里（2009年）。ISTAT代码为009033。

## 友好城市
- 法國 欧苏瓦地区瑟米尔